# Ісай Митницький
Ісай Митницький (швед. Issay Mitnitzky; 4 лютого 1887, Київ — 9 жовтня 1976, Бромма, Стокгольм) ― шведський скрипаль українського єврейського походження.

## Біографія
Митницький навчався в Київському музичному училищі, у Франтішка Ондржичека у Відні та в консерваторії Шарвенка в Берліні. Він здійснив численні концертні тури Німеччиною, Австрією, Угорщиною, Італією, Швейцарією, Польщею, Скандинавією та Сполученими Штатами, здобувши значне визнання. Північні тури, зокрема, він зазвичай здійснював разом зі своїм зятем[джерело?], піаністом Улофом Вібергом. У 1920 році Митницький отримав громадянство Швеції. Крім іншого, він створив твори для скрипки та фортепіано, а також фантазію для скрипки з оркестром.
Похований Митницький на Північному кладовищі в Стокгольмі.